# Труженка (Маріупольський район)
Тру́женка — село (до 2011 року — селище) в Україні, у Кальчицькій сільській громаді Маріупольського району Донецької області.

## Географія
Село Труженка розташоване за 54 км від Маріуполя та 30 км від селища Микільське. Через село пролягає автошлях територіального значення Т 0518. Найближча залізнична станція Зачатівська (за 15,7 км). Територія села межує з Пологівським районом Запорізької області.

## Історія
12 червня 2020 року, відповідно з розпорядженням Кабінету Міністрів України № 710-р «Про визначення адміністративних центрів та затвердження територій територіальних громад Донецької області», Малоянисольської сільської ради обєднана з Кальчицькою сільською громадою Нікольського району.
17 липня 2020 року, в результаті адміністративно-територіальної реформи та ліквідації Нікольського району, село увійшло до складу Маріупольського району.
Тривалий час мешканці села були занепокоєні транспортним сполученням, аби дістатися до міста Маріуполь. Через нерентабельність автобусних рейсів водії скорочували маршрут руху до села Малоянисоль.

## Населення
За даними перепису 2001 року населення села становило 472 особи, з них 11,44 % зазначили рідною мову українську, 88,14 % — російську та 0,21 % — молдовську.